# Михалёво (усадьба)
Михалёво — усадьба, расположенная в селе Михалёво Воскресенского района Московской области. Также известна как усадьба Беков.

## История
После свержения и убийства своего начальника Павла I лейб-медик Иван Филиппович Бек подаёт заявление об отставке 20 сентября 1802 года. Отправившись на заслуженный отдых, он принялся обустраивать своё семейное гнёздышко. Из всех своих владений для строительства усадьбы Иван Филиппович выбрал деревню Михалёво.
Усадьба основана в 1796 году Иваном Филипповичем Беком. В 1890 году она перешла во владение к князьям Горчаковым.

Флигель усадьбы

## Описание
Сейчас от усадьбы почти ничего не осталось, сохранился лишь небольшой простой каменный флигель в стиле ампир начала XIX века. В советское время флигель сильно доработали и надстроили над ним второй этаж.
Старый липовый парк когда-то соединял усадьбу (с флигелями) и Церковь Рождества Христова (1818—1821 годы, построена по образцу московской Храму Варвары Великомученицы на Варварке). Парк был распланирован узкой полоской между селом и спуском к реке.
Кирпичная оштукатуренная Церковь Рождества Христова с белокаменными деталями была построена в 1821 году в стиле зрелого классицизма. Основной объём завершён купольной ротондой. Боковые фасады оформлены четырёхколонными портиками с треугольными фронтонами.
В настоящее время уцелевшая часть регулярного парка превращена в кладбище. На кладбище рядом с церковью есть старые надгробия. Главный дом и приходская Никольская церковь 1870-х годов утрачены. От кирпичной ограды с металлическими решётками сохранился небольшой фрагмент северного прясла.